# Stato del Venezuela
Per Stato del Venezuela si intende il nome ufficiale adottato dal Venezuela a seguito della Costituzione del 1830, durante il governo di José Antonio Páez. Questo nome rimase fino al 1856, quando la Costituzione promulgata quell'anno cambiò il nome ufficiale del paese in Repubblica del Venezuela. Poi, nella costituzione del 1864, cambiò nuovamente nome in Stati Uniti del Venezuela.